# 口筋
口筋（こうきん）は頭部の浅頭筋のうち、口唇周囲にかけての筋肉の総称。筋肉の一方が皮膚で終わっている皮筋である。
人間の口筋は、大頬骨筋、小頬骨筋、口角下制筋、口輪筋、上唇挙筋、口角挙筋、上唇鼻翼挙筋、頬筋、下唇下制筋、オトガイ筋によって構成される。